# Bourbon (rosa)

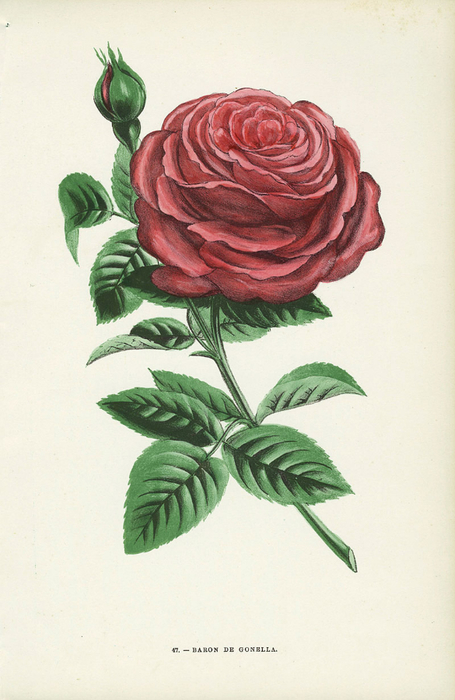
Rosa Bourbon 'Baron J.B. Gonella', Guillot 1859.

Las rosas Bourbon, también llamados Borbonianos o Rosal Borboniano es un grupo de rosas antiguas de jardín, originadas en la « Île Bourbon » (actualmente llamada isla Reunión) frente a las costas de Madagascar, en el Océano Índico.
Se cree que es el resultado de un cruce entre la rosa damasco de otoño y la rosa China 'Old Blush', los cuales fueron el material genético en los cruces que se produjeron fortuitamente en la isla.
Florecen en repetidas ocasiones siendo un rosal vigoroso, con frecuencia arbustos semi-escalada con follaje brillante y bastones teñidos de púrpura. Fueron introducidos por primera vez en Francia en 1823 por Henri Antoine Jacques. 
Ejemplos: 'Louise Odier', 'Mme. Pierre Oger','Zéphirine Drouhin' (el último ejemplo se clasifica a menudo en virtud de los rosales trepadores).

## Historia
En la isla Reunión, que se encuentra en plena ruta de las especias, se solían hacer setos con rosales orientales generalmente 'Old Blush' y también con rosales llevados desde Europa como la Rosa damascena bifera. Se produjo un cruce espontáneo entre ambos y la nueva rosa fue encontrada por algún jardinero.  
Fue un caldo de cultivo único e ideal para que lo mejor de ambos continentes se conjugara: la remontancia de los rosales comunes chinos, junto con el aroma y volumen de flor de los rosales europeos. Es el primer grupo histórico de rosales con estas características. La genuina rosa borboniana se ha recopilado con hasta 15 nombres diferentes, el más conocido, 'Rose Edouard'.
En 1819 le llegan escaramujos de estas rosas al viverista francés Monsieur Jacques, quien planta las semillas y obtiene varios plantones cuyas flores las pinta Redouté.
La primera constancia gráfica de un rosal borboniano la pinta Redouté en su publicación "Les Roses" (1817-1824):
A partir de 1821 entran en el mercado estos rosales. A partir de ahí, los hibridadores franceses dieron calidad y variedad a las siguientes obtenciones, que se hicieron muy populares y solo decayeron con la llegada de un nuevo grupo de rosas, los del híbrido de té.
Estas rosas están incluidas en los Rosales Antiguos que son las variedades que existían antes del año 1867. Son poco conocidos en el mercado actual. Poco a poco se van utilizando más, pues son increíblemente fuertes y robustos. 

## Características
Las rosas bourbon tienen apariencias a los Rosales antiguos.
No confundir con los "Híbrido de té".
Son rosales de desarrollo abierto, muy vigorosos. Pueden moldearse como trepadores. Semireflorencientes. 
Producen en general flores dobles, que suelen aparecer en grupos de 3 de verano a otoño. Fragantes. 
Son recomendables para borduras y también para la decoración de muros y columnas.
No requieren de muchos cuidados ya que tienen menos problemas de plagas y enfermedades.

## Selección de cultivares
Algunas de las variedades de rosa Bourbon y obtenciones conseguidas por distintos obtentores.

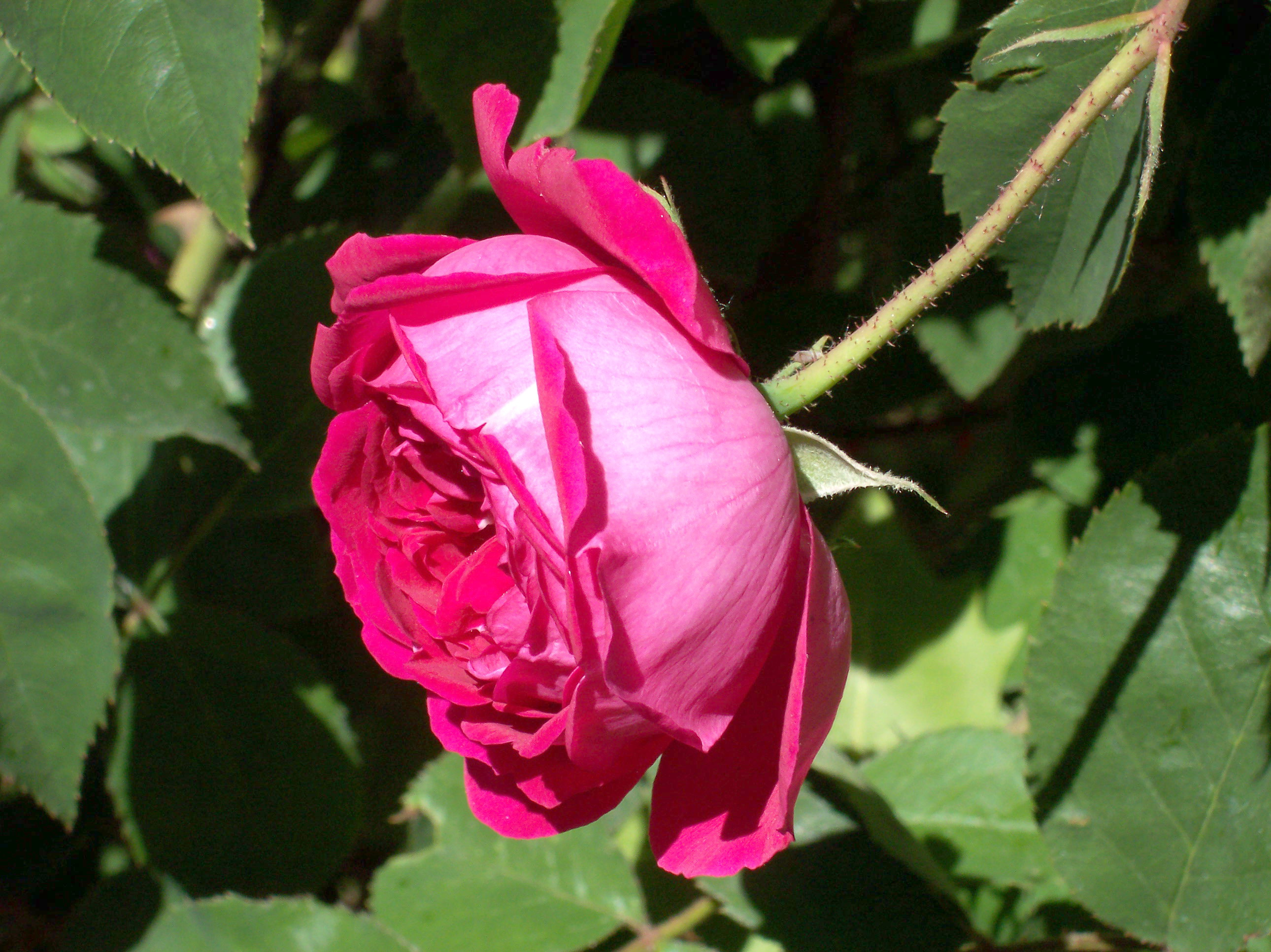
'Bourbon Rose', antes de 1819.
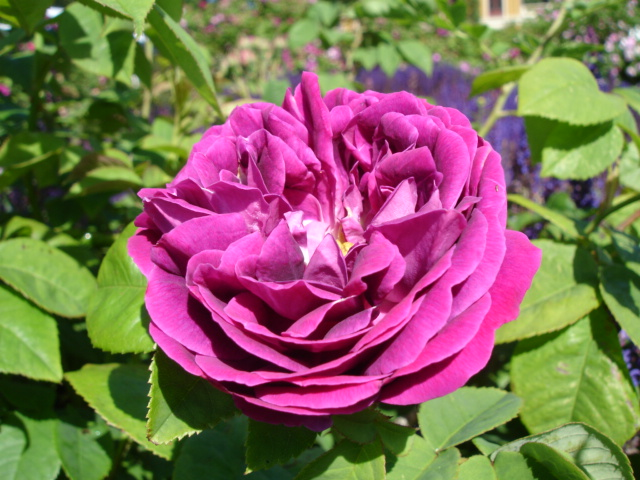
'Las Casas', Vibert 1828.
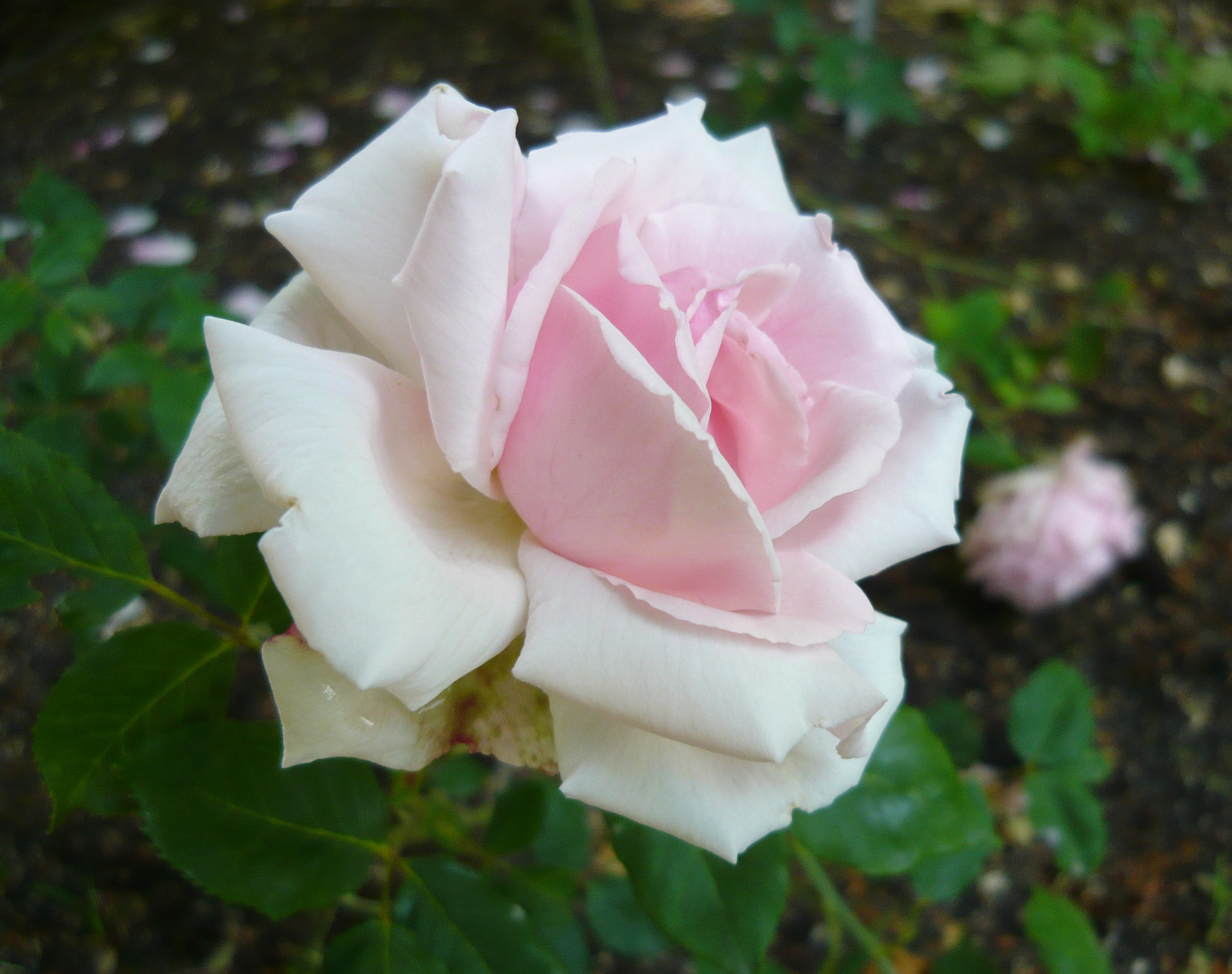
'Blairii No. 1', Blair 1830.
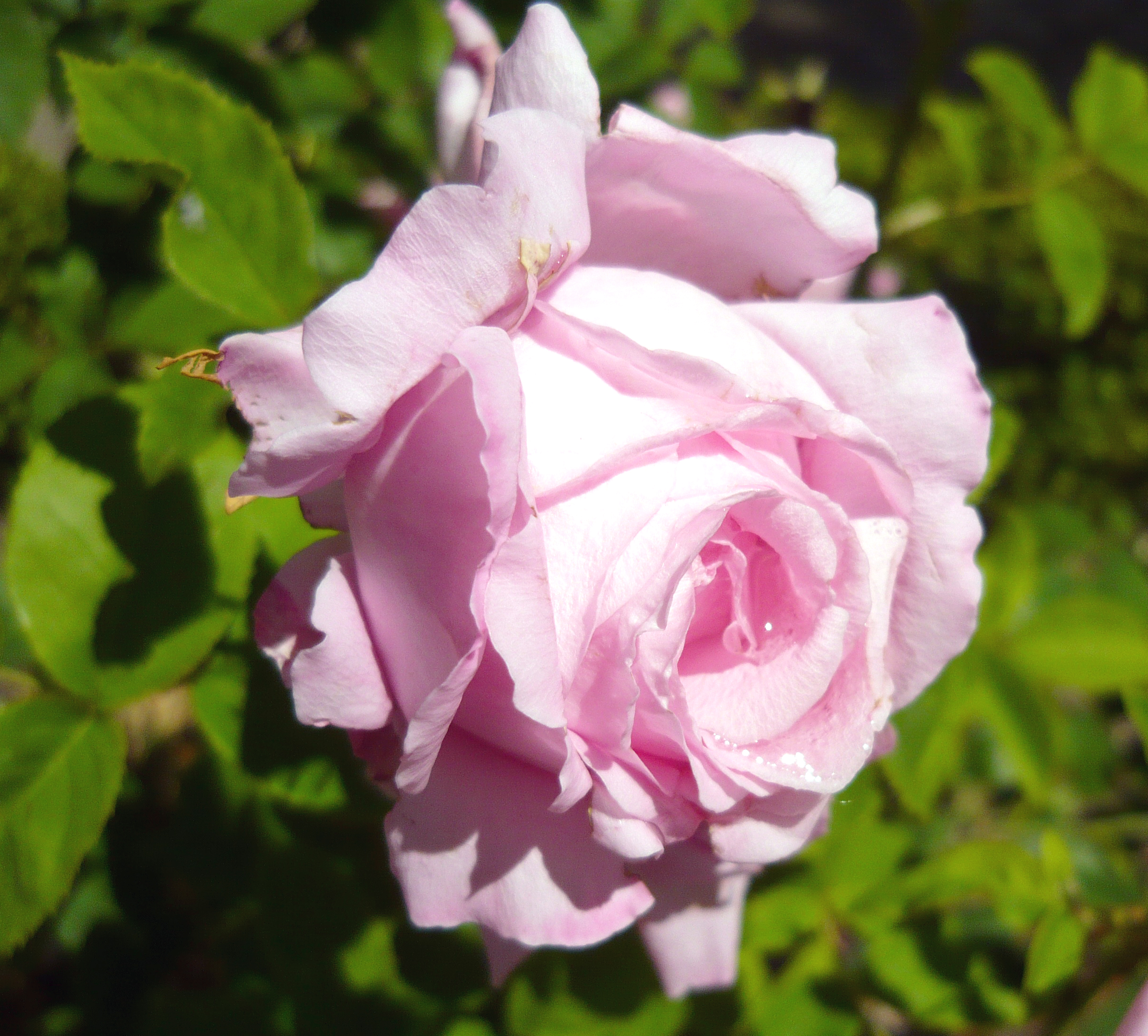
'Coupe d'Hébé', Laffay 1840.
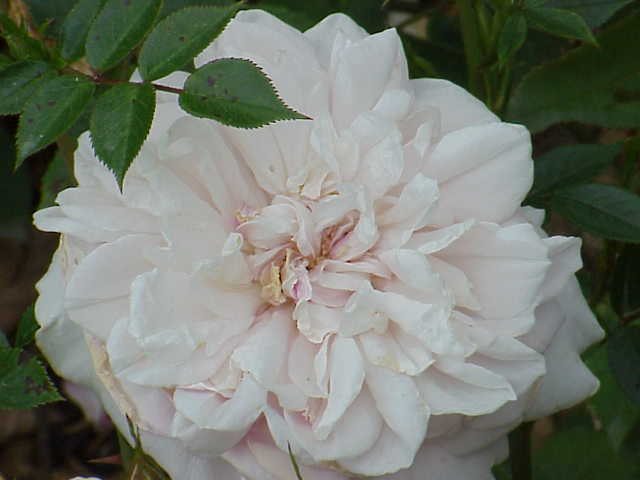
'Souvenir de la Malmaison', Bèluze 1843.
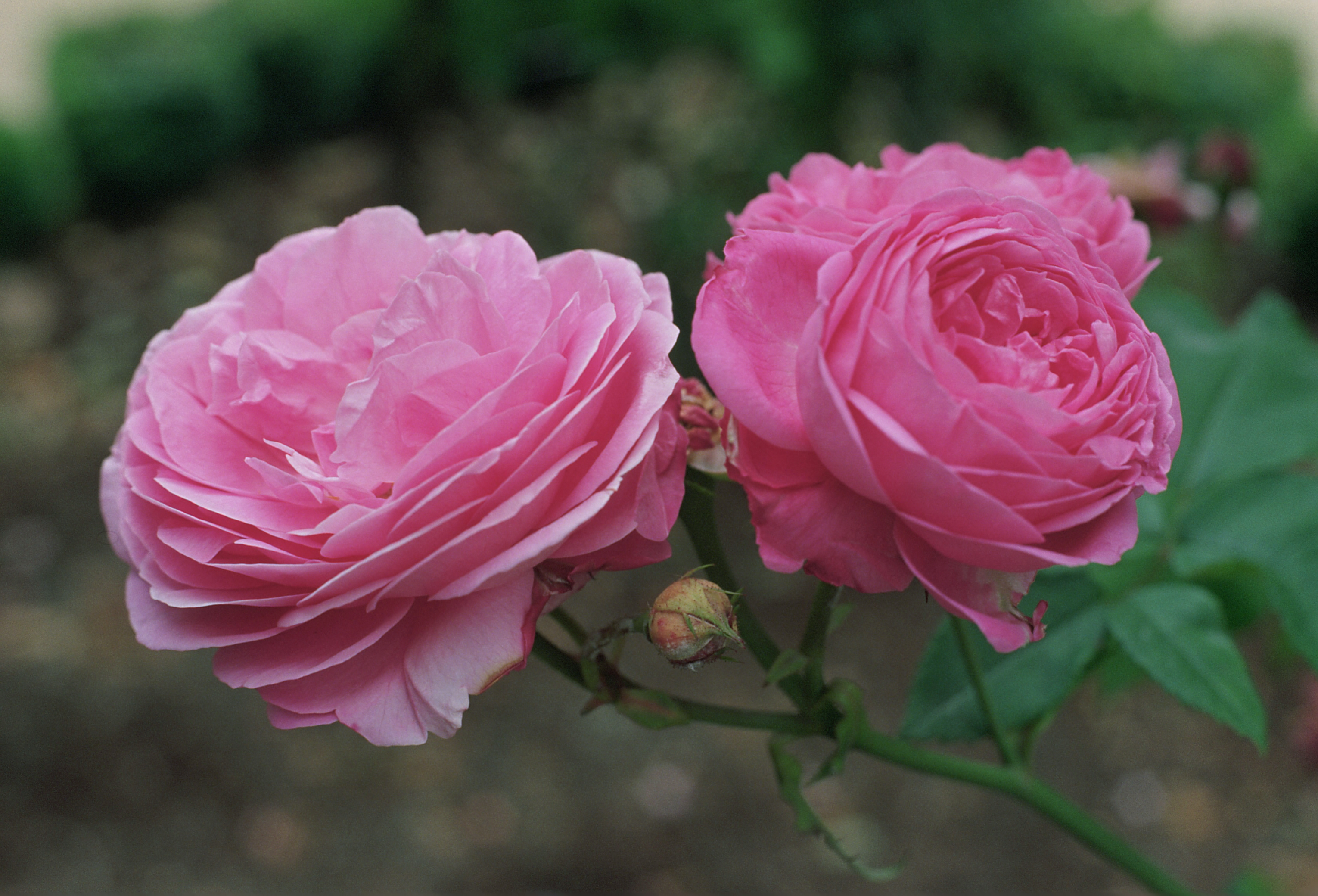
'Louise Odier', Margottin 1851.
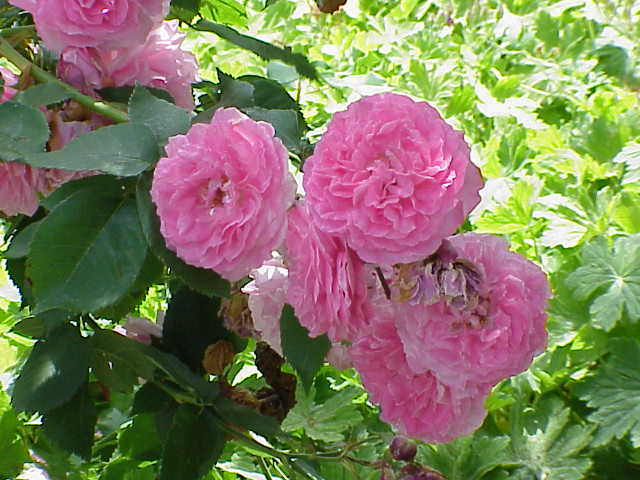
'Prince Napoleon', Pernet 1864.
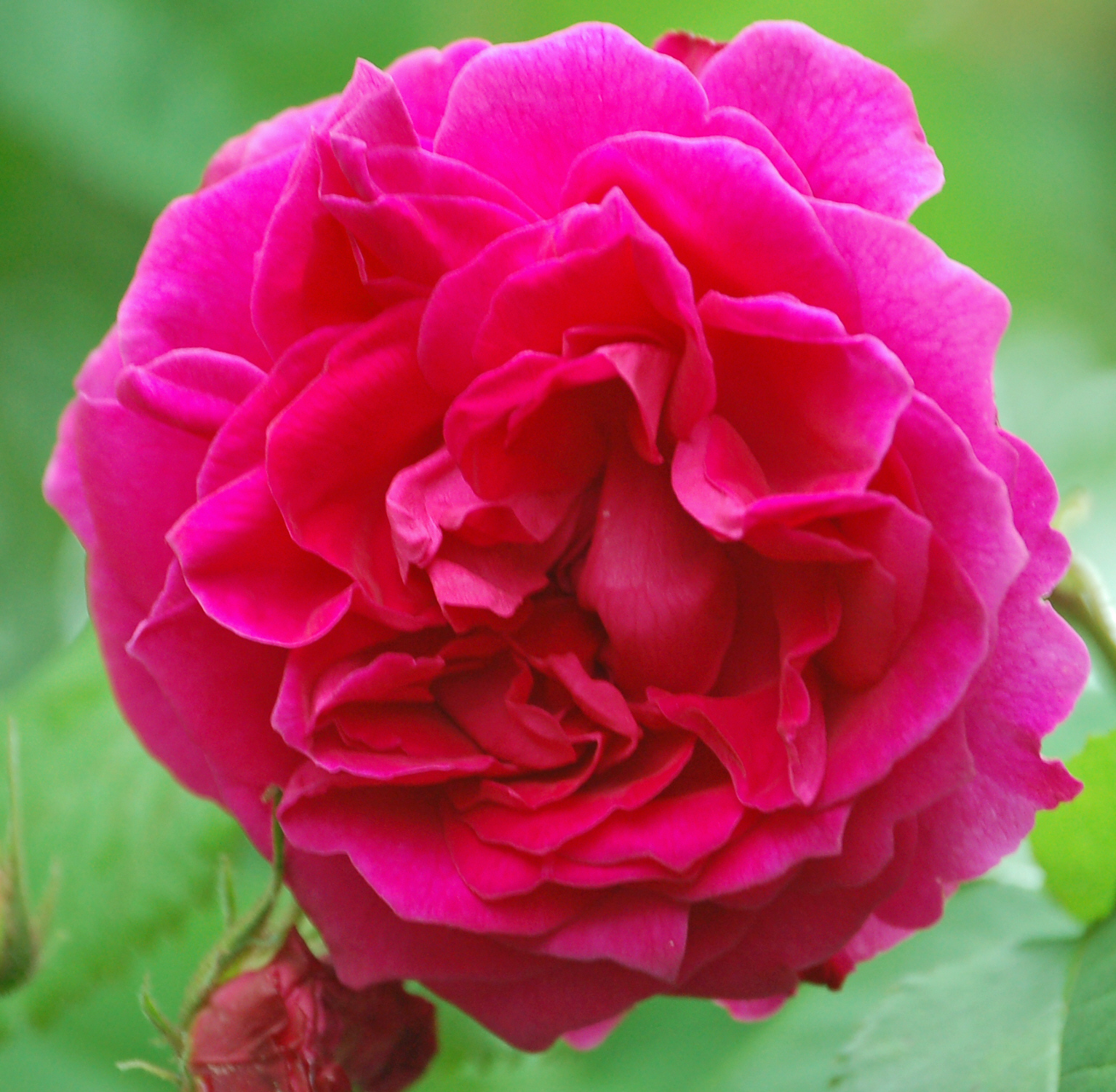
'Michael Bonnet', Guillot 1864.
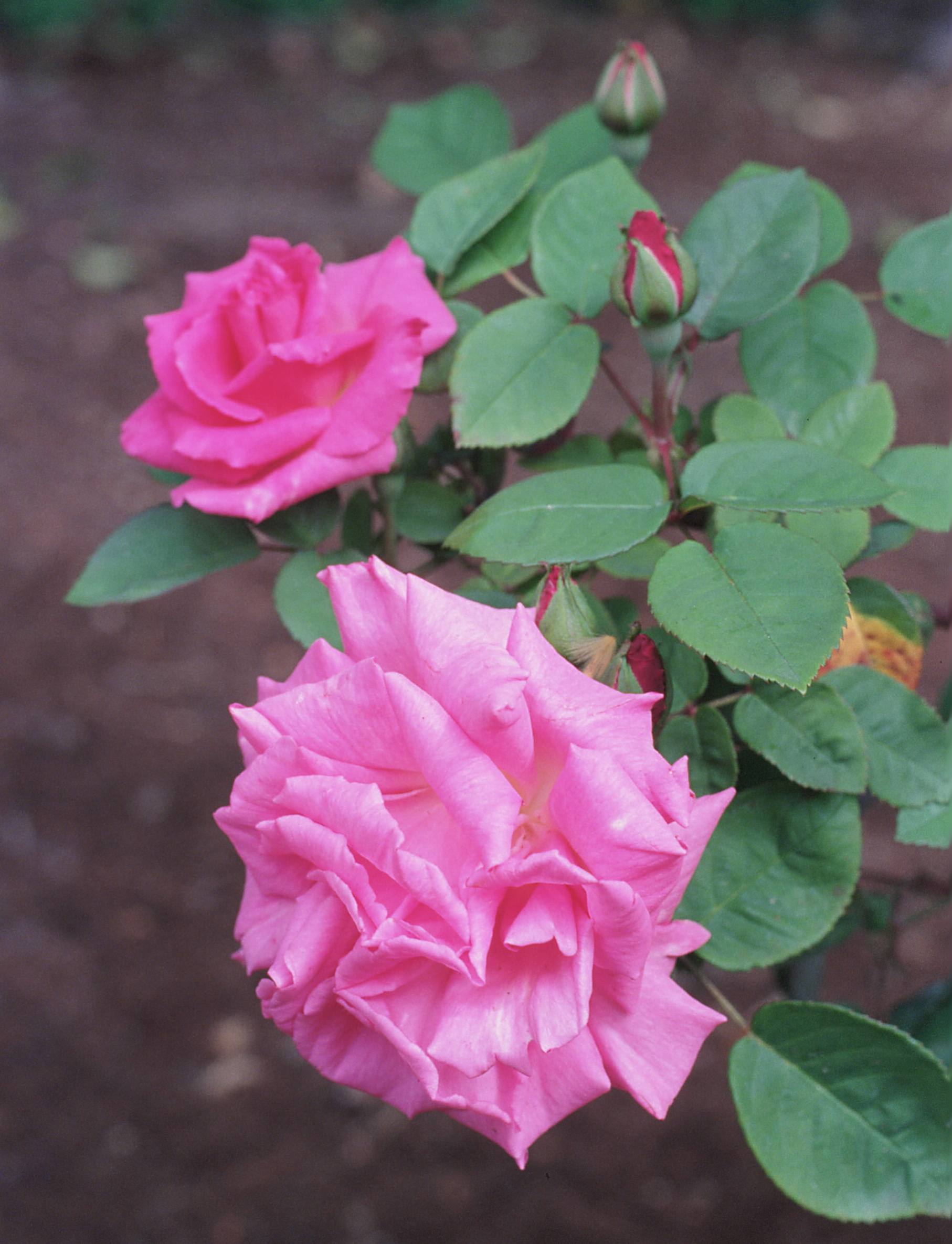
'Zéphirine Drouhin', Bizot 1868.
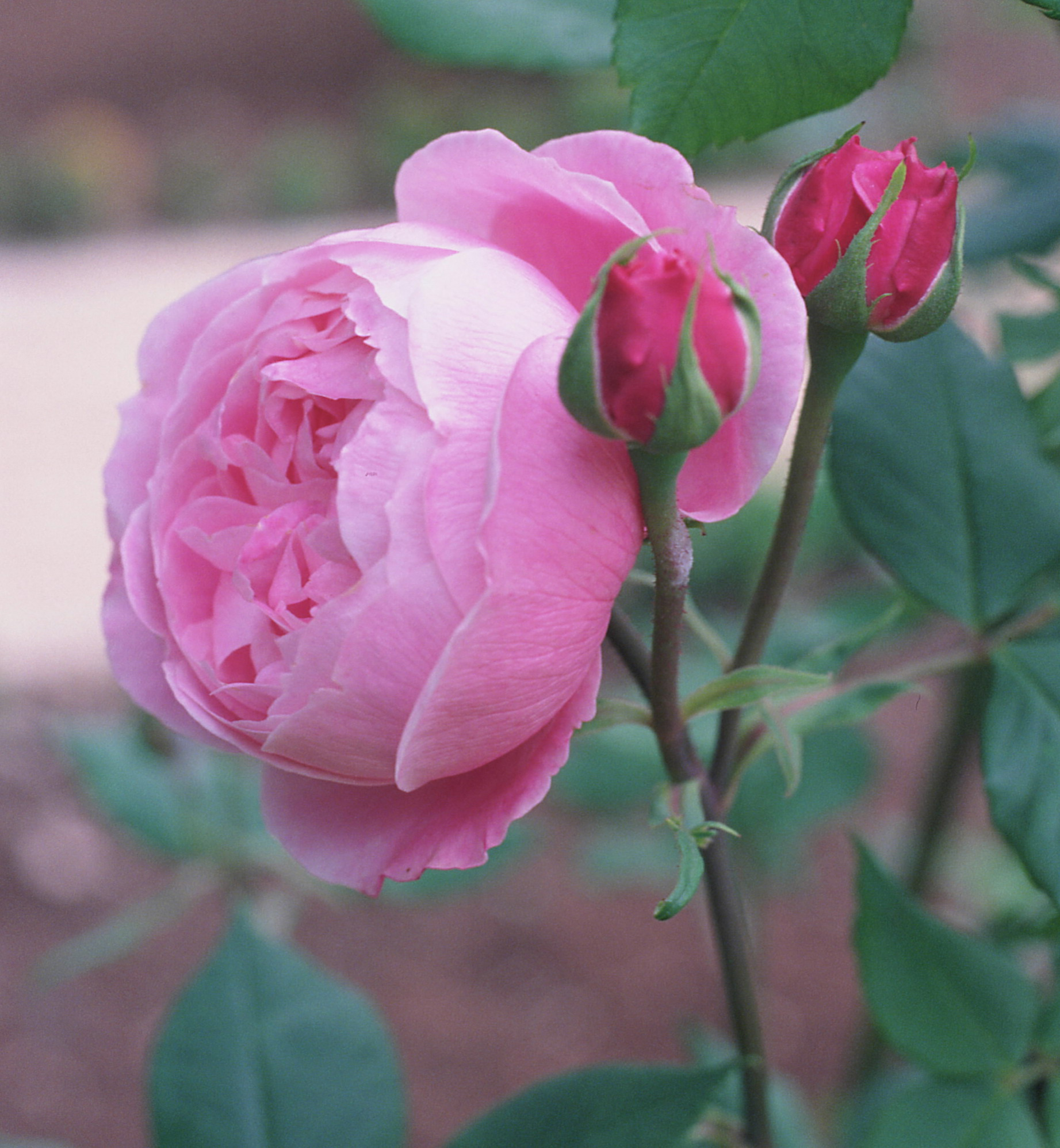
'Reine Victoria', Labruyère/Schwartz 1872.
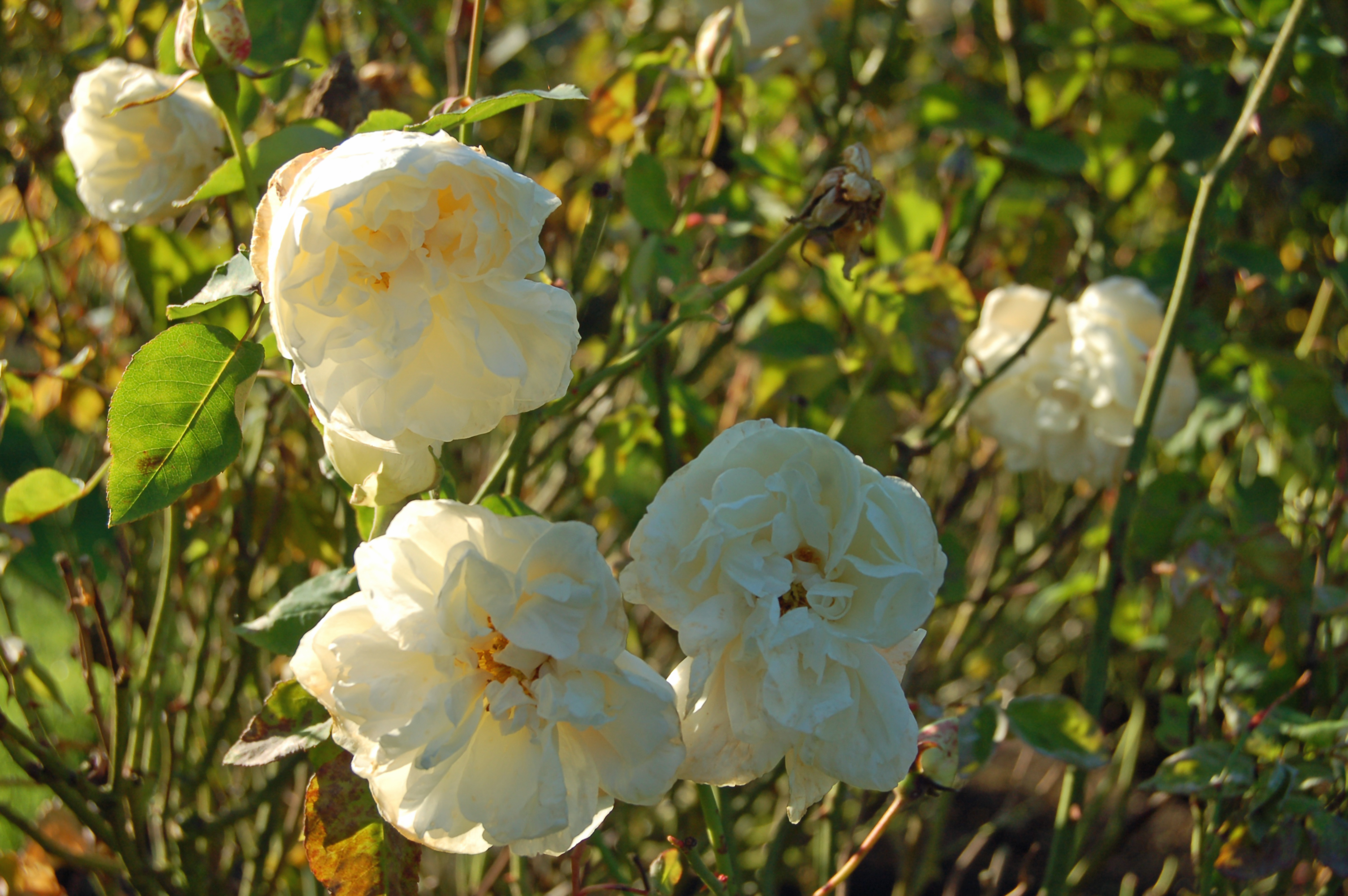
'Kronprinzessin Viktoria', Vollert 1888.
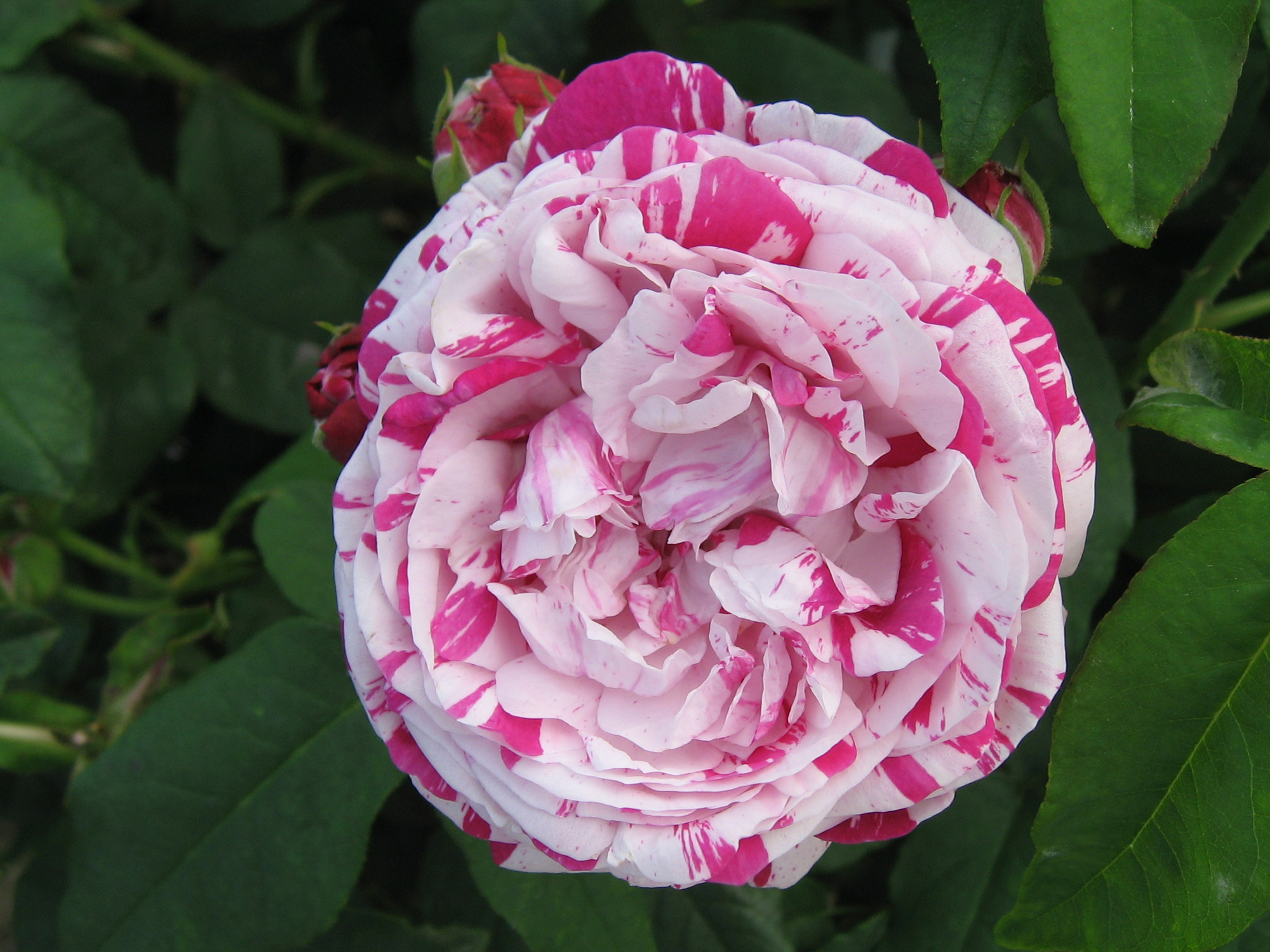
'Variegata di Bologna', Bonfiglioli 1909.
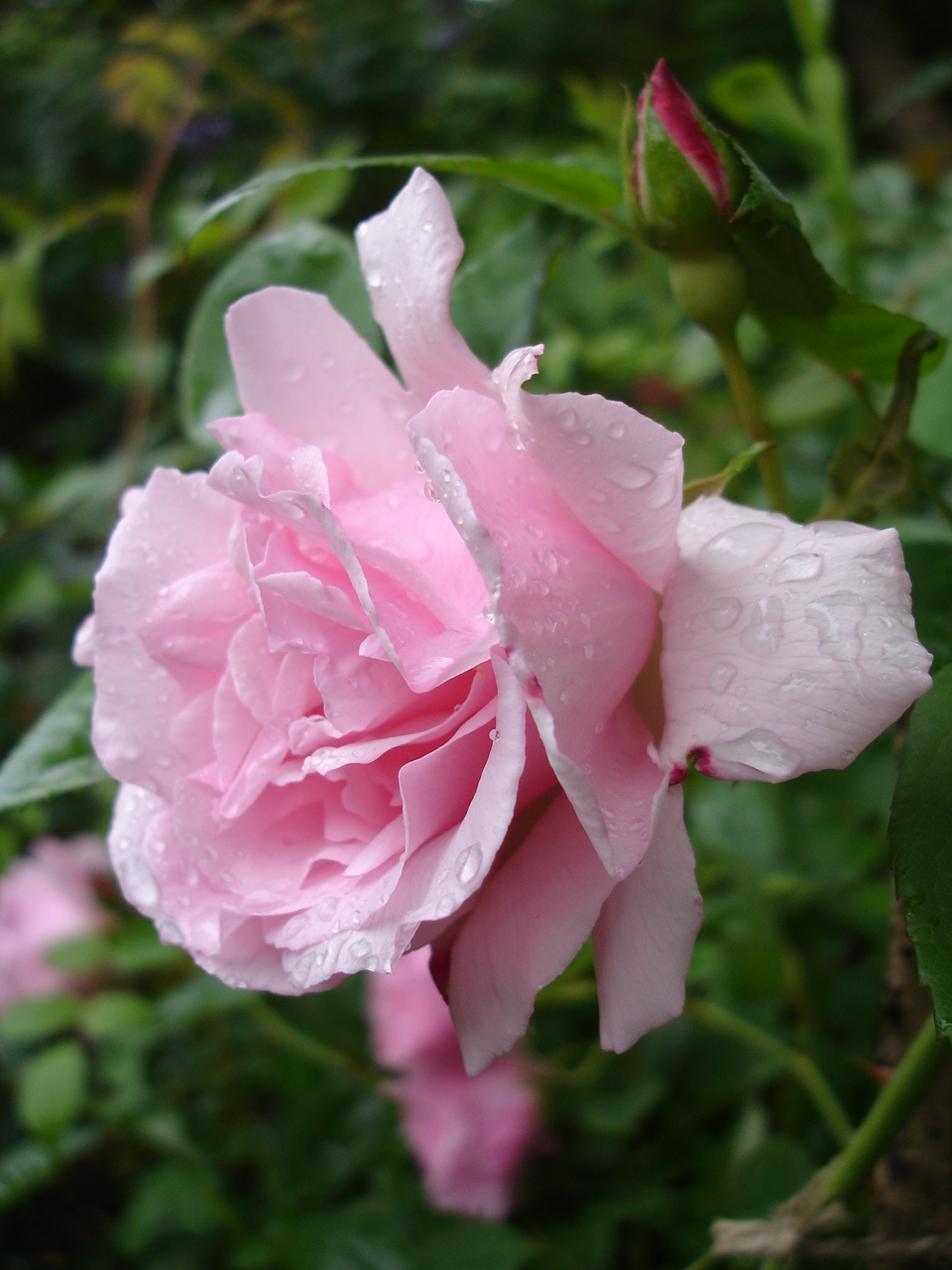
'Kathleen Harrop', Dickson 1918.
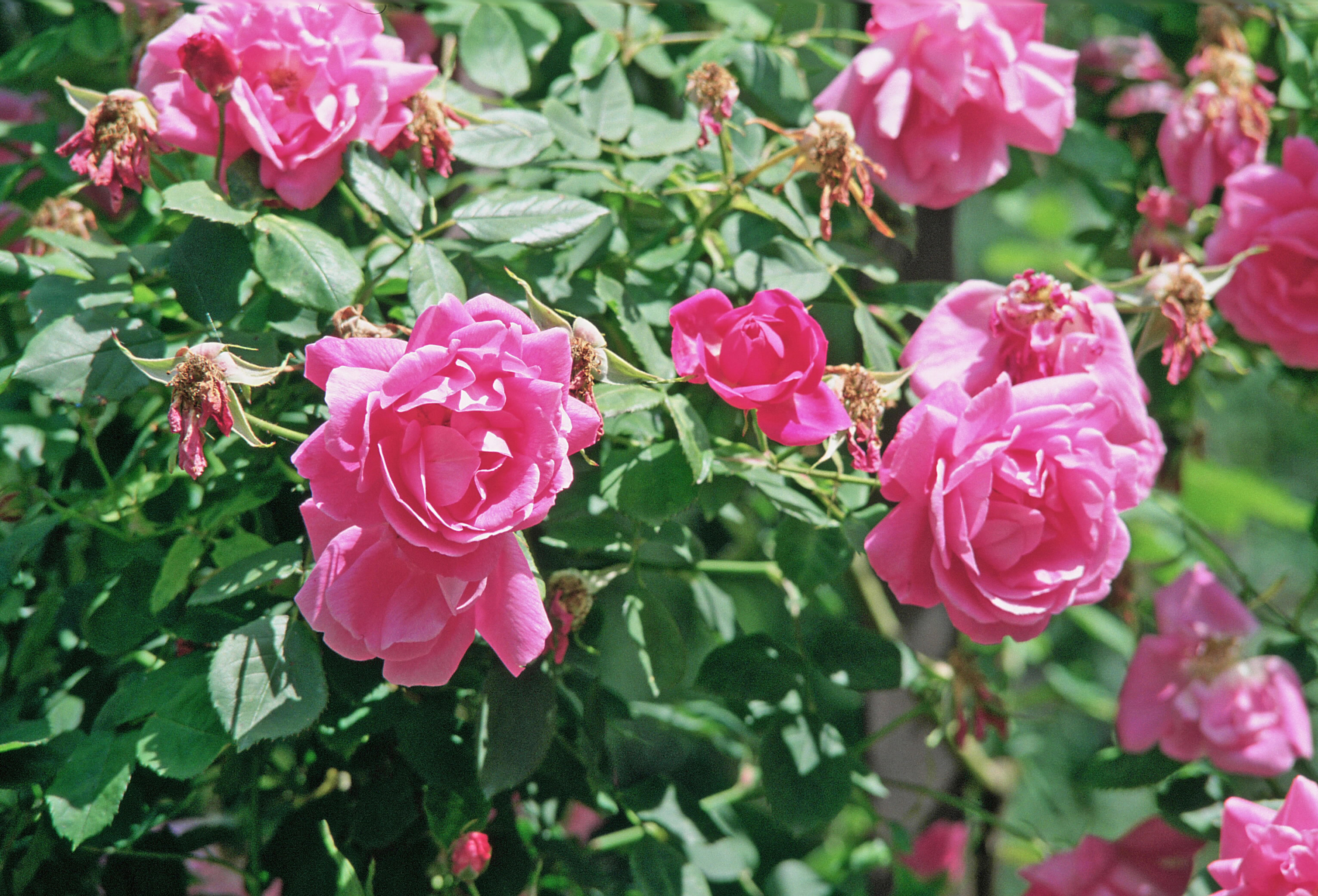
'Adam Messerich', Lambert 1920.